# ボン (日本の作曲家)
ボンは日本の音楽家、作曲家。
「ボン」あるいは「ボン@fat-shin」名義で作品のドキュメンタリーと映画音楽を多数担当している。

## 作品リスト

### 映画音楽
- THE 心霊写真 呪・幽・怪・超常現象・幽霊屋敷・ほんとにあった怖い話
- リアル隠れんぼ 3巻～ファイナル
- ふたりかくれんぼ
- 呪いのサイト 1巻～2巻
- ほんとにあった! 呪いのビデオ 42巻～現在
- 呪いの事件簿
- 心霊玉手匣 1巻～4巻、constellation
- ほんとうにあった怖い話 第二十九夜
- ほんとうにあった怖い話 第三十夜
- 呪われた心霊動画XXX
- 劇場版 ほんとうにあった怖い話 2016
- 口裂け女vsメリーさん
- 心霊マスターテープ
- 心霊マスターテープ2 〜念写〜